# Нова економија
Нова економија је магазин из Србије који се бави економским и друштвеним темама.

## Оснивање и рад
Оснивач Нове економије је медијска кућа Bussines Info Group. Часопис је основан 2008. године и његово седиште се налази у Београду.  Нова економија има свој портал на интернету, као и своје месечно штампано издање, која се штампа у тиражу од 4000 примерака. Током 2019. године Нова економија је покренула и свој подкаст под називом "Нећу да ћутим".

## Уредници
Главна и одговорна уредница Нове економије је Биљана Степановић.

## Признања
2020. године, интернет кампања "Подржи медије", уврстила је Нову економију у списак од 11 независних медија који су "доказали посвећеност истинитом и непристрасном извештавању о проблемима у локалним срединама, објективном политичко-економском новинарству и објављивању важних истраживачких прича"

## Контроверзе
Током 2020. године, Управа за спречавање прања новца при Министарству финансија направила је списак од 20 појединаца и 37 организација или удружења за које је од банака затражила увид у све њихове новчане трансакције од 1. јануара 2019. Међу њима се налазила и главна уредница Нове економије Биљана Степановић. Након тога, Фанула Ниаолин, специјална известитељка УН за заштиту и унапређење људских права у борби против тероризма, затражила је од Владе Србије образложење ове одлуке, коју је оценила као потенцијалну злоупотребу права ради гушења слободе медија и политичких активиста.